# Marcgravia longifolia
Marcgravia longifolia är en tvåhjärtbladig växtart som beskrevs av Macbride. Marcgravia longifolia ingår i släktet Marcgravia och familjen Marcgraviaceae. Inga underarter finns listade i Catalogue of Life.